# Station Ovada
Station Ovada is een spoorwegstation in Ovada (Italië). Het station ligt aan de spoorlijnen Asti - Genua en Alessandria - Ovada. Het station werd geopend in 1893.